# Мягкие понтоны судоподъёмные
Мягкие понтоны (другие названия — «Понтоны мягкие грузоподъёмные», «понтоны мягкие», «понтоны надувные», «мягкие судоподъёмные понтоны») — как правило представляют оболочку из синтетической ткани с установленными на ней стропами, рымами для крепления груза.

## Принцип действия
Сдутый (не заполненный воздухом) понтон закрепляется на предмете (объекте) к которому необходимо приложить силу. Затем понтон заполняется воздухом.
В с соответствии с законом Архимеда на оболочку понтона действует выталкивающая сила. Посредством подвесной системы усилие передается к предмету (объекту)

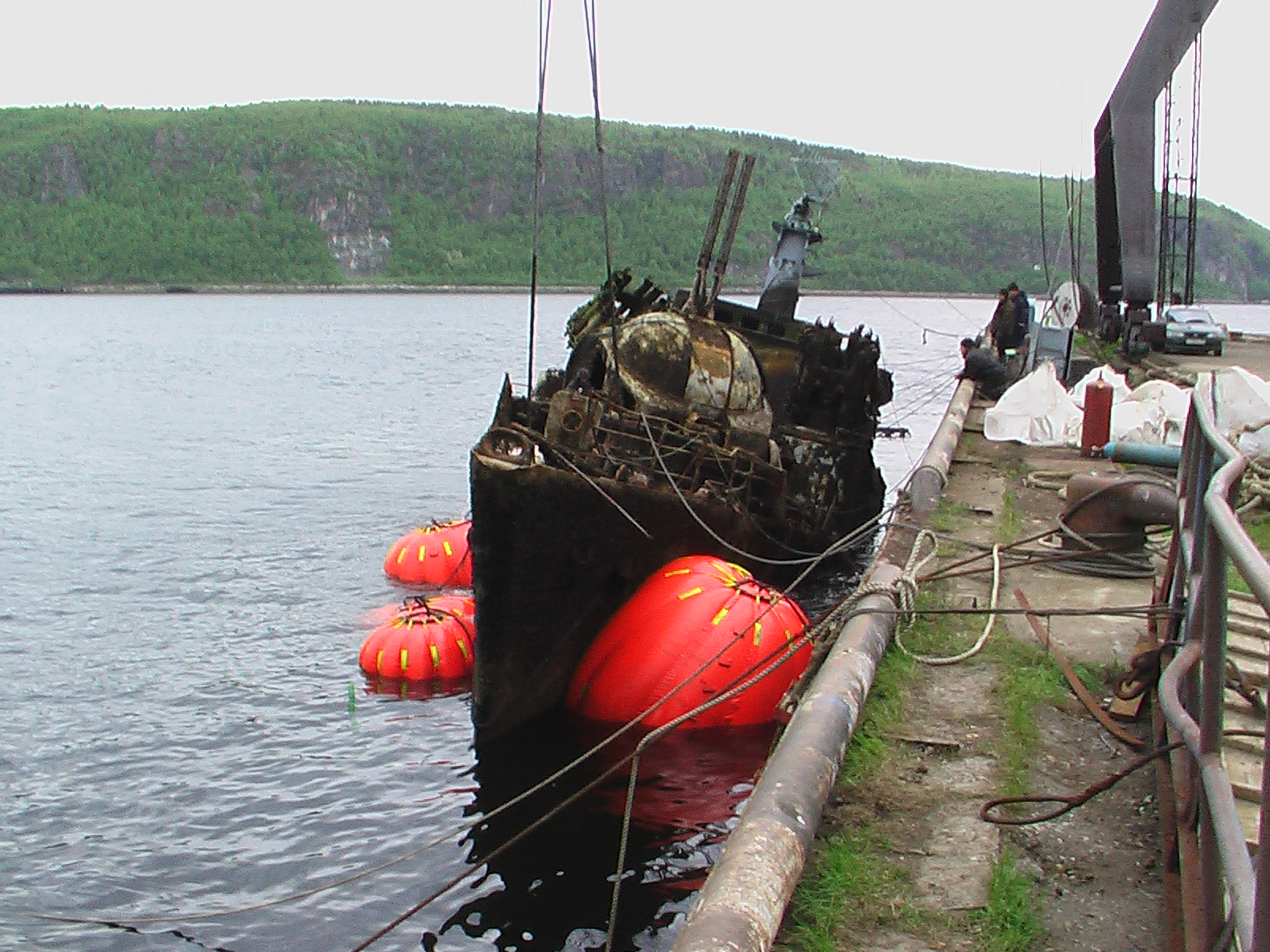
Судоподъём
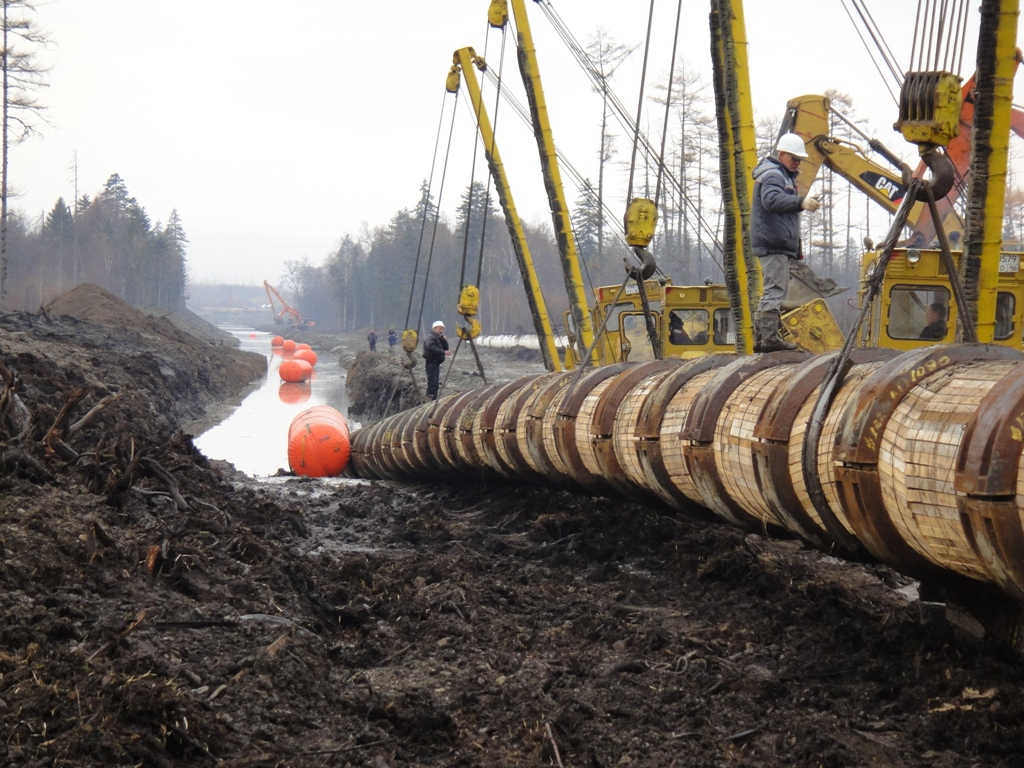
Разгрузка дюкера мягкими понтонами

## Грузоподъёмность
Минимально не ограничена, выпускаются понтоны грузоподъёмностью несколько килограмм.
Максимальная грузоподъёмность одной единицы может достигать 50 тонн.
Максимальная грузоподъёмность группы понтонов может составлять несколько тысяч тонн.

## Конструкция
Мягкие понтоны можно разделить на три основных типа:
1. Понтоны парашютного типа
2. Понтоны цилиндрического типа
3. «Подушки»

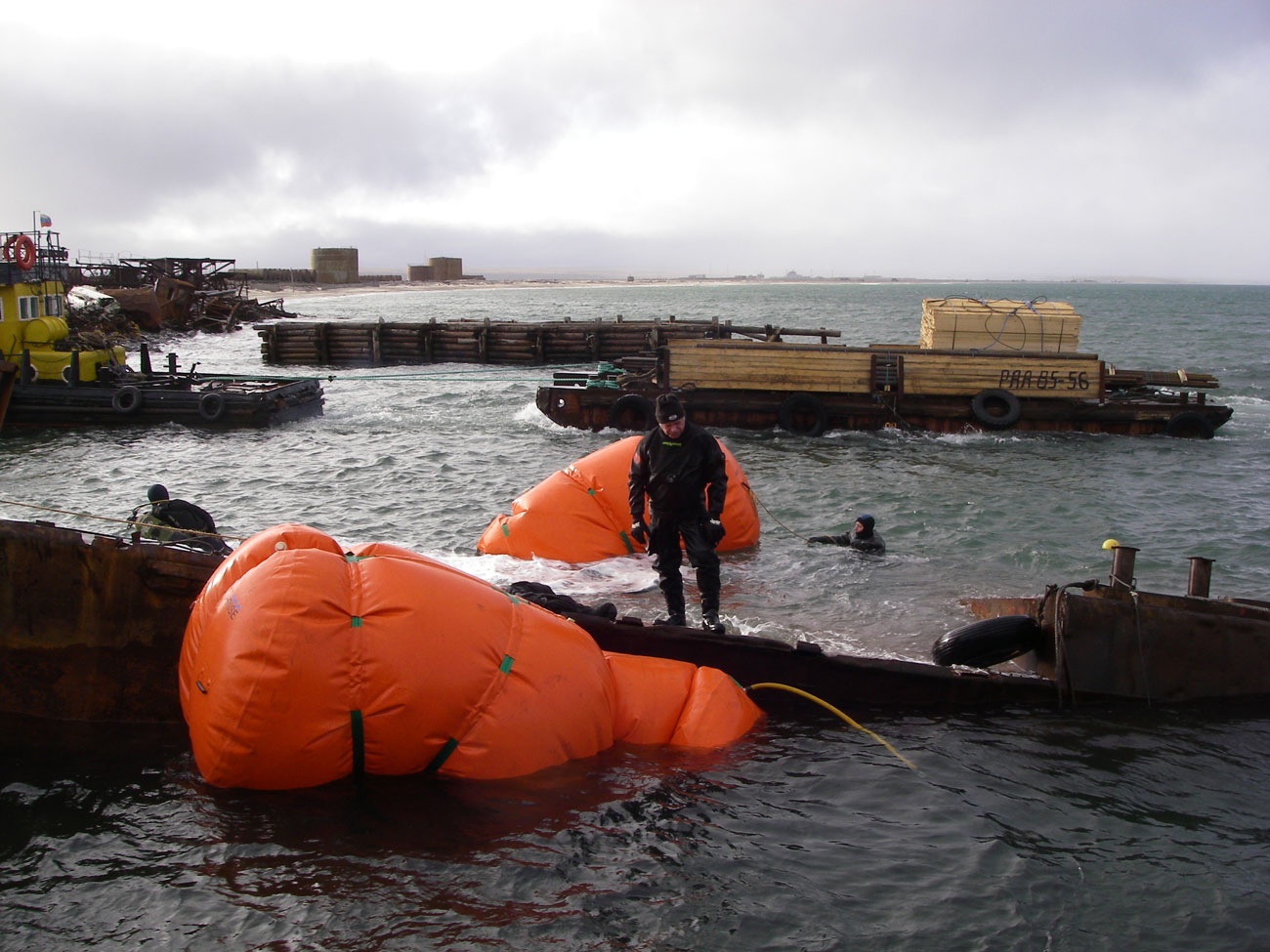
Понтон цилиндрического типа.
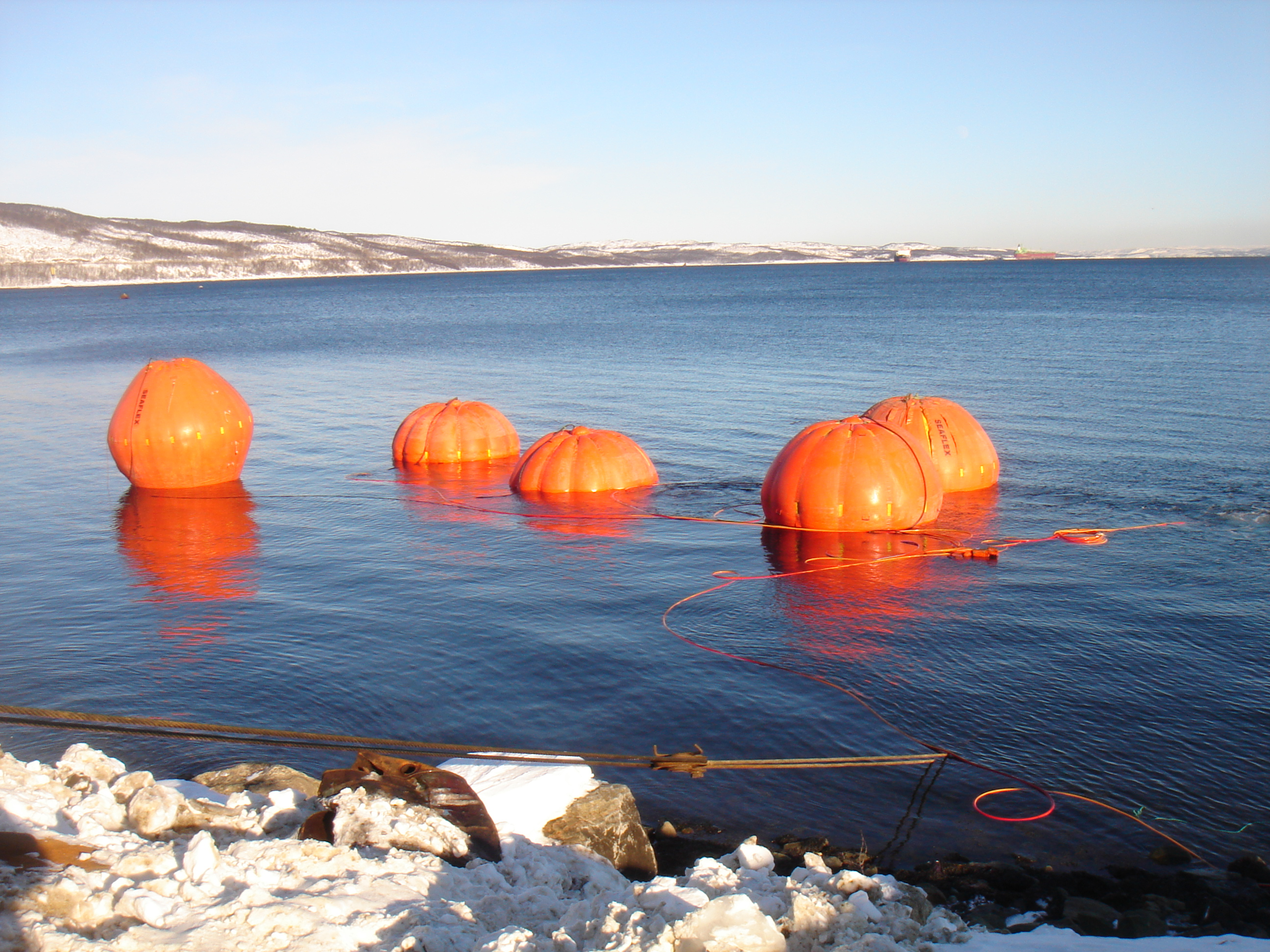
Понтоны парашютного типа.